# Krzewata
Krzewata – wieś w Polsce położona w województwie wielkopolskim, w powiecie kolskim, w gminie Olszówka.
| SIMC    | Nazwa            | Rodzaj    |
| ------- | ---------------- | --------- |
| 0290133 | Błędów           | część wsi |
| 0290140 | Jasionka         | część wsi |
| 0290156 | Krzewata-Kolonia | część wsi |

W latach 1975–1998 miejscowość administracyjnie należała do województwa konińskiego.
We wsi była stacja kolei wąskotorowej Krzewata.